# Santa Magdalena de Berrús
Santa Magdalena de Berrús és una ermita i centre de romiatge, a prop de la presa de Riba-roja d'Ebre a la comarca de la Ribera d'Ebre. 	

## Descripció
Santa Magdalena és un temple petit de planta rectangular (interiorment mesura 10,15 m de llarg per 4,46 d'ample i 5,40 d'alt), capçalera plana, i coberta a doble vessant de lloses sobreposades que s'aguanten sobre set arcs diafragma. Aquests per poder aguantar les lloses estan a molt poca distància l'un de l'altre (entre 65 i 70 cm), en funció de la mida de les lloses. Són arcs apuntats de pedra ben treballada i d'un gruix que oscil·la entre 54 i 58 cm. No arrenquen arran de terra com passa en altres esglesietes templeres de la contrada (Sant Bartomeu de les Camposines i Sant Joan d'Algars, per exemple) sinó que ho fan des de pilars d'un metre i mig d'altura; algun amb basa i imposta.
L'única porta que posseeix està situada al mur del peu, és a dir, a ponent; és de mig punt, cap-i-alçada i obrada amb bones dovelles de pedra. La façana està coronada per un esvelt campanar de cadireta.
L'any 1968 va ser traslladada pedra a pedra per evitar que quedés sota les aigües amb la construcció del pantà de Riba-roja.
En el primitiu emplaçament (vegeu més avall), la planta era un xic cap‑i‑ampla, irregularitat que ha desaparegut en el trasllat. Amb tot, les "imperfeccions", en el seu estat original, estaven compensades i equilibrades; la impressió que produïa a l'espectador no era pas de manca d'harmonia i de rigor constructiu, sinó tot el contrari. L'estètica primitiva ha desaparegut en ser traslladada.

## Notícies històriques
Al segle xiii Berrús, juntament amb Riba-roja, pertanyia a la comanda templera d'Ascó. L'església de Santa Magdalena fou sempre de patronat dels senyors del lloc, primer dels templers i després dels hospitalers. Se suposa que fou repoblada per iniciativa del comanador templer d'Ascó, però no se n'ha conservat la carta.
És poca la documentació que es coneix sobre el lloc. L'any 1185, en una conveniència entre el bisbe de Tortosa i els templers sobre el repartiment de delmes i primícies, no hi figura el nom de Berrús; però sí que figura el nom en la rúbrica del mateix document de l'Arxiu Diocesà de Tortosa. Apareix citat Berrús, l'any 1263, en un document que tracta de qüestions sorgides entre els templers i el bisbe de Tortosa per la percepció de rendes. El fet que en aquest document se citi Berrús vol dir que aleshores ja s'havia atorgat carta de població.
Altres documents, del segle xiii ‑un de 1205 i un de 1229‑ tracten de transaccions de béns entre veïns del lloc. Un altre de 1294 refereix una donació feta per Berenguer de Cardona, mestre Provincial del Temple, a "treudo perpetu", d'unes heretats del terme, a Guillem Gasset i altres veïns de Berrús.
Berrús fou una agrupació del mateix tipus que les Camposines i Pinyeres, és a dir, uns masos d'explotació agropecuària. Potser per això molts aspectes d'aquestes viles s'assemblen: economia, vicissituds històriques, esglésies... L'únic que les ha diferenciat en les darreres dècades ha estat la seva fi; mentre les Camposines i Pinyeres eren anorreades per l'emigració i les inclemències del temps, Berrús era cobert per les aigües de l'embassament de Riba-roja. De tota manera, l'empresa constructora de la presa, es veié moralment obligada a salvar l'església de Santa Magdalena que amb els anys havia esdevingut centre important de romiatge dels pobles de la rodalia. El poble va desaparèixer sota les aigües, però l'església fou desmuntada i reconstruïda en un turonet proper, vers l'any 1962. Així doncs, després del trasllat han seguit celebrant les romeries tradicionals a Berrús els pobles del veïnat: per setmana Santa, Riba-Roja; el cap de setmana següent, Vilalba dels Arcs; i el segon cap de setmana després de Setmana Santa, la Pobla de Massaluca.
El segle xix, el poble de Berrús passà a ser agregat de Riba-roja, l'església ja n'era sufragània d'abans. Malgrat que el poble es trobava pràcticament deshabitat a principi del segle xix, hi ha notícies que després de la Guerra Civil hi havia una família que habitava l'única casa que restava en peu.
Es conserven testimonis gràfics de les esteles discoïdals del cementiri que hi havia al costat de l'església. A hores d'ara, dins del terme de Riba-roja, al costat esquerre del riu Ebre hi ha tres partides que constitueixen el que fou terme de Berrús, avui gairebé del tot desaparegut sota les aigües de la presa de Riba‑roja.

Diferents aspectes de l'església de Santa Magdalena de Berrús
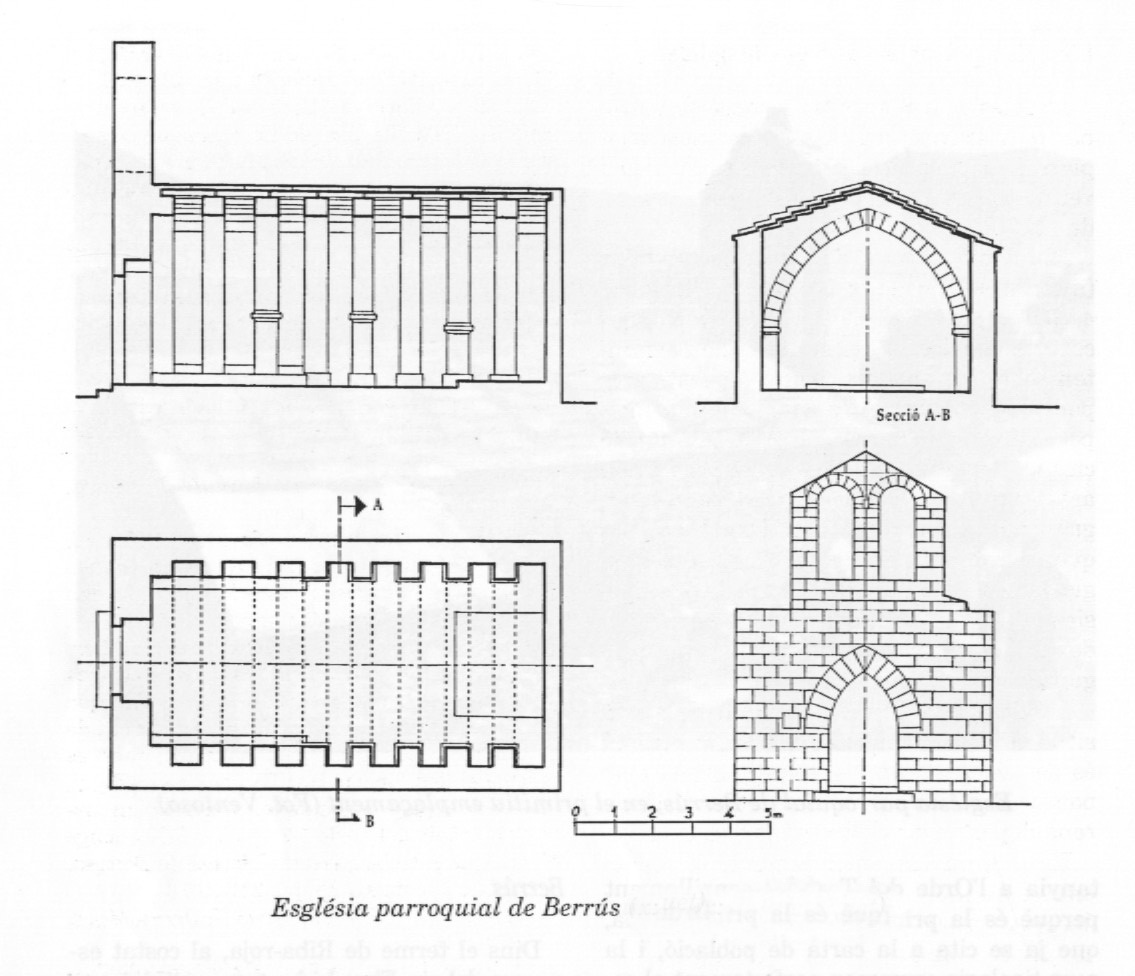
Berrús (Riba-roja, Ribera d'Ebre). Església de Santa Magdalena. Planta i seccions (Font: Fuguet, 1989, apendix gràfic núm. 39).
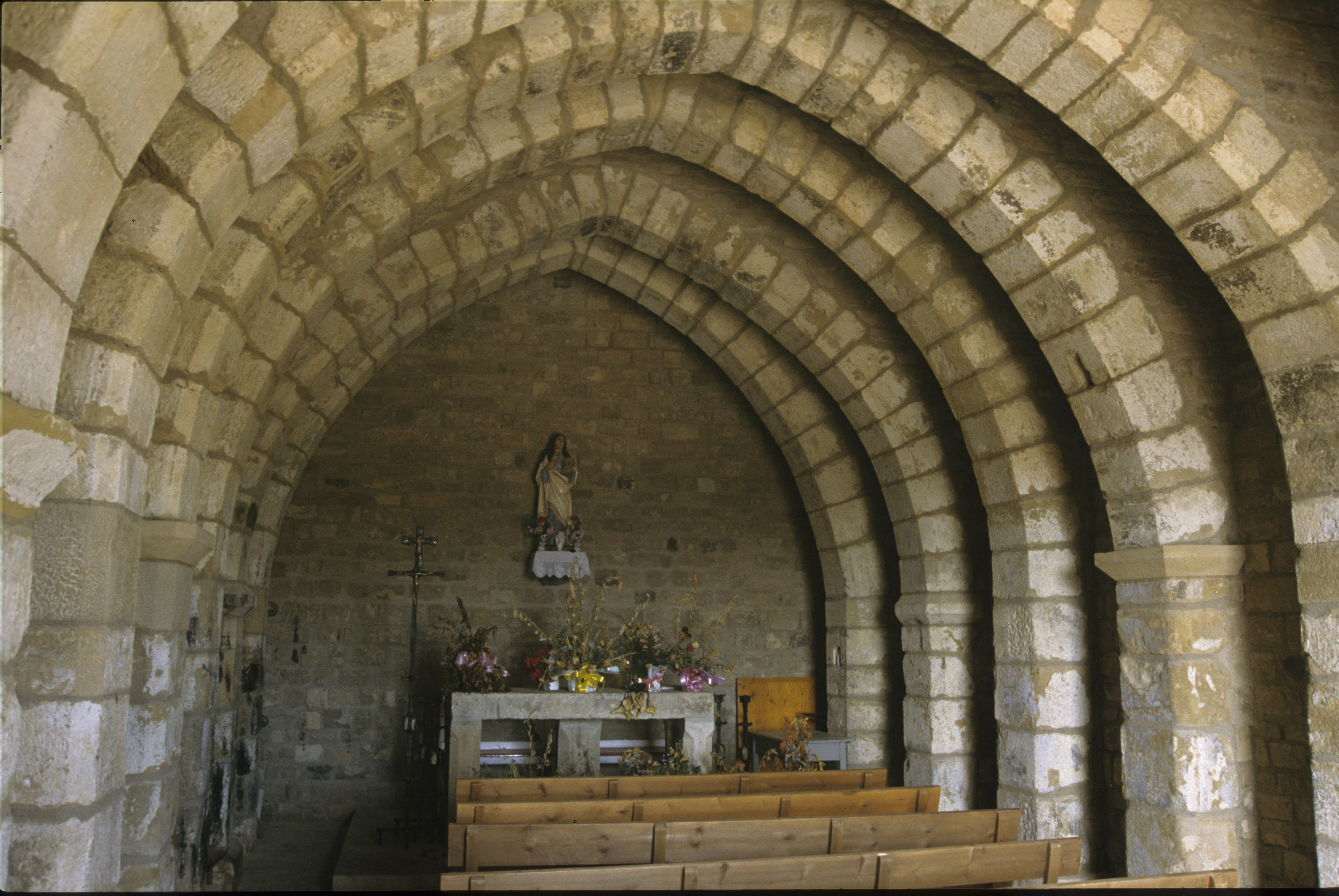
Berrús (Riba-roja, Ribera d'Ebre). Interior de l'església de Sta. Magdalena.
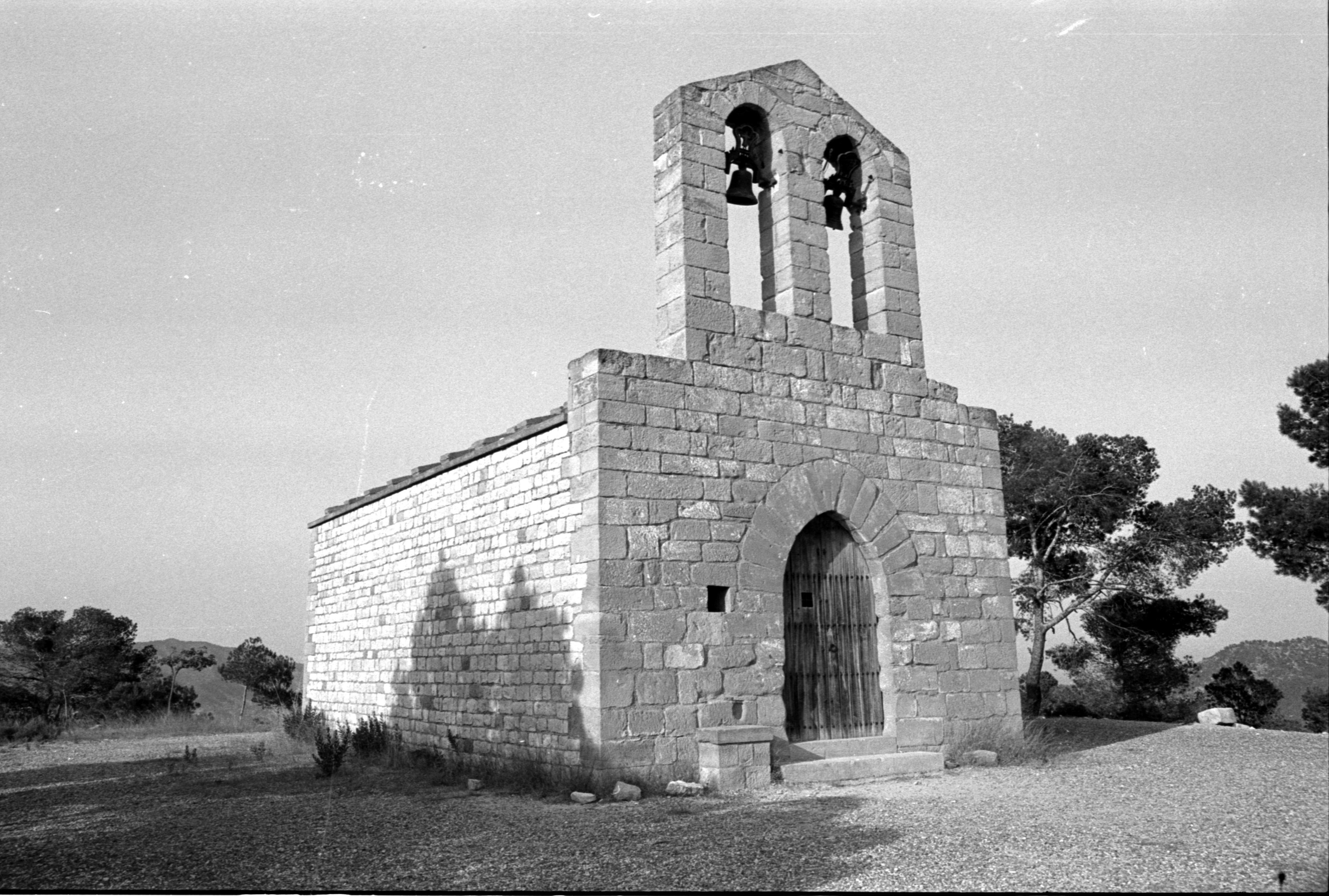
Església de Sta. Magdalena de Berrús, vista exterior.
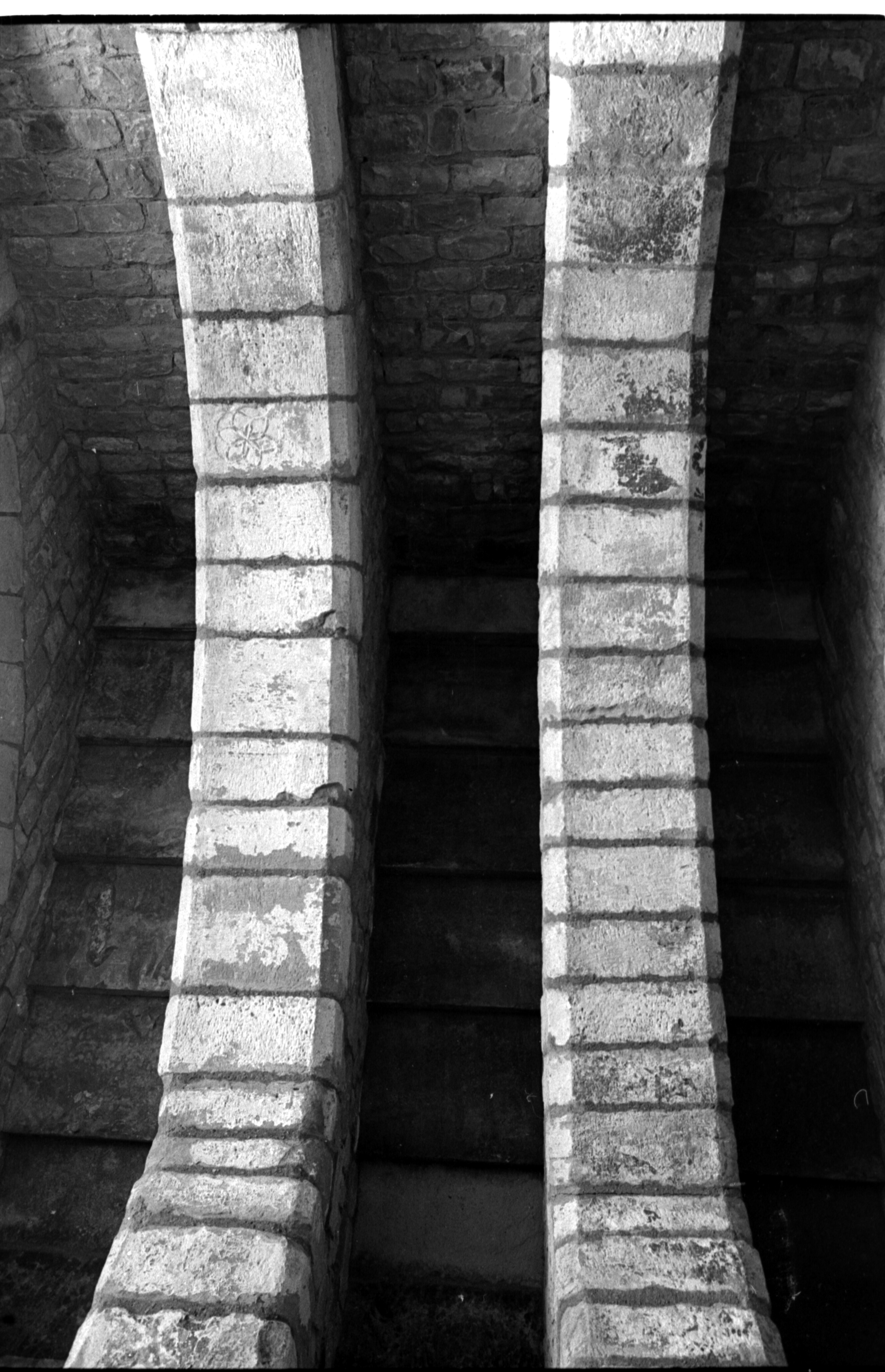
Església de Sta. Magdalena de Berrús. La coberta de lloses vista des de sota.